# Comando logistico dell'Esercito
Il Comando logistico dell'Esercito è un alto comando dell'Esercito italiano facente parte delle aree di vertice.
Ha sede a Roma presso la Caserma "M.O.V.M. Emilio Bianchi" in via Nomentana 274, e si occupa e della gestione e lo sviluppo delle attività di comando, coordinamento e controllo nei confronti di tutte le formazioni logistiche della forza armata. È alle dipendenze del Capo di stato maggiore dell'Esercito Italiano.

## Storia
Il Comando Logistico dell'Esercito si costituisce il 12 aprile 2006 in Roma, presso la Caserma "E. Bianchi", per riconfigurazione del preesistente Ispettorato Logistico dell'Esercito, istituito nel 1998. Nel 2021 acquisisce anche il Comando Supporti Logistici dal Comfoter Supporto.

## Funzioni
Assicura il supporto logistico dei comandi e delle unità dell'Esercito, in patria e all'estero, ed è pertanto l'organo di vertice responsabile della cura del personale e delle attività logistiche, comprese quelle sanitarie, relative ai materiali e mezzi in uso nella Forza armata nonché dell'impiego delle risorse finanziarie assegnate al settore logistico.
La funzione di "mantenimento" consiste nello svolgere tutte quelle attività inerenti alla manutenzione, riparazione ed aggiornamento dei mezzi, delle trasmissioni e dei sistemi d'arma dell'Esercito.

## Organizzazione
Il Comando logistico è strutturato in:
- Ufficio del comandante
- Capo di stato maggiore
- Stato Maggiore Operativo
- Stato Maggiore Supporto

### Enti dipendenti
Comando Trasporti e Materiali (TRAMAT)
- Polo di Mantenimento Pesante Nord di Piacenza;
- Polo di Mantenimento dei Mezzi di Telecomunicazione, Elettronici e Optoelettronici di Roma;
- Polo di Mantenimento Pesante Sud di Nola;
- Polo di Mantenimento delle Armi Leggere di Terni;
- Polo Nazionale Rifornimenti Motorizzazione, Genio, Artiglieria e NBC di Piacenza;
- Parco Mezzi Cingolati e Corazzati di Lenta;
- Parco Materiali Motorizzazione, Genio, Artiglieria e NBC di Peschiera del Garda;
- 3° Centro Rifornimenti e Mantenimento di Milano;
- 10° Centro Rifornimenti e Mantenimento di Napoli;
- 15° Centro Rifornimenti e Mantenimento di Padova;
- Sezione Rifornimenti e Mantenimento di Treviso;
- Sezione Rifornimenti e Mantenimento di Palermo;
- Sezione Rifornimenti e Mantenimento di Cagliari;
- 8º Reggimento Trasporti "Casilina" di Roma;
- 184º Battaglione Sostegno TLC "Cansiglio"di Treviso;
- 44º Battaglione Sostegno TLC "Penne" di Roma;
- Scuola Trasporti e Materiali di Roma.

Comando Commissariato
- Scuola di Commissariato di Maddaloni;
- Centro Nazionale Amministrativo di Roma;
- Centro Rifornimenti di Commissariato di Verona;
- Centro Rifornimenti di Commissariato di Roma;
- Centro Rifornimenti di Commissariato di Palermo;
- Sezione Rifornimenti di Commissariato di Cagliari.

Comando Sanità e Veterinaria
- Centro Ospedaliero Militare di Milano;
- Dipartimento Militare di Medicina Legale di Padova;
- Dipartimento Militare di Medicina Legale di Roma;
- Dipartimento Militare di Medicina Legale di Messina;
- Dipartimento Militare di Medicina Legale di Cagliari;
- Scuola di Sanità e Veterinaria di Roma;
- Infermerie Presidiarie;
- Centro Militare Veterinario di Grosseto.

Comando Tecnico
- CEPOLISPE: Centro Polifunzionale di Sperimentazione di Montelibretti, a Montelibretti, provincia di Roma;
- Centro Logistico Interforze NBC di Civitavecchia.

Comando Supporti Logistici (Roma)
- 6º Reggimento Logistico di Supporto Generale di Budrio;
- Reggimento Gestione Aree di Transito di Bellinzago Novarese;
- 1º Reparto di Sanità "Torino" di Torino;
- 3º Reparto di Sanità "Milano" di Bellinzago Novarese;
- 4º Reparto di Sanità "Bolzano" di Roma;
- 10º Reparto di Sanità "Napoli" di Persano.

Nucleo Ispettivo Centrale (Roma)
Policlinico militare Celio di Roma

## Comandanti
- Gen. C.A. Giorgio Ruggieri (2005 - 2009)
- Gen. C.A. Rocco Panunzi (2009 - 2011)
- Ten. Gen. Corrado Lauretta (2011 - 2012)
- Gen. C.A. Mario Roggio (2012 - 2014)
- Gen. C.A. Alessandro Montuori (2014 - 2015)
- Magg. Gen. Francesco Tontoli (2015 - 2015)
- Gen. C.A. Adriano Vieceli (2015- 2016)
- Gen. C.A. Leonardo Di Marco (2016 - 2018)
- Gen. C.A. Luigi Francesco De Leverano (2018 - 2018)
- Gen. C.A. Francesco Paolo Figliuolo (2018 - 2022)
- Gen. C.A. Maurizio Riccò (2022 - 2023)
- Gen. C.A  Mauro D'Ubaldi (2023 - 2025)
- Gen. C:A Angelo Michele Ristuccia (2025 - in carica)